# Kotuku Ngawati
Kotuku Ngawati (Cairns, 16 giugno 1994) è una nuotatrice australiana.

## Palmarès
- Mondiali

Budapest 2017: bronzo nella 4x200m sl.
- Mondiali in vasca corta

Dubai 2010: argento nei 100m misti.